# Klapy
Klapy este o arie protejată (arie specială de conservare — SAC, sit de importanță comunitară — SCI) din Slovacia întinsă pe o suprafață de 6,21 ha, integral pe uscat.

## Localizare
Centrul sitului Klapy este situat la coordonatele 49°09′41″N 18°25′21″E / 49.161389°N 18.4225°E.

## Înființare
Situl Klapy a fost declarat sit de importanță comunitară în octombrie 2011 pentru a proteja 1 specie de plante și 50 de specii de animale. Situl a fost protejat și ca arie specială de conservare în august 2011.

## Biodiversitate
Situată în ecoregiunea alpină, aria protejată conține 4 habitate naturale: Păduri calcicole cu Pinus sylvestris din Carpații Occidentali, Grohotișuri medio-europene calcaroase, de la nivel colinar și montan, Pante stâncoase calcaroase cu vegetație casmofită, Pajiști panonice carstice (Stipo-Festucetalia pallentis).
La baza desemnării sitului se află mai multe specii protejate:
- plante (1): Pulsatilla subslavica
- păsări (49): uliu păsărar (Accipiter nisus), fâsă de pădure (Anthus trivialis), Bombycilla garrulus, buha (Bubo bubo), șorecarul comun (Buteo buteo), florinte (Carduelis chloris), cojoaica de pădure (Certhia familiaris), barză neagră (Ciconia nigra), botgros (Coccothraustes coccothraustes), porumbel de scorbură (Columba oenas), porumbel gulerat (Columba palumbus), corb (Corvus corax), cuc (Cuculus canorus), ciocănitoare neagră (Dryocopus martius), presură galbenă (Emberiza citrinella), măcăleandru (Erithacus rubecula), vânturel roșu (Falco tinnunculus), muscar-gulerat (Ficedula albicollis), cinteză (Fringilla coelebs), gaiță (Garrulus glandarius), capîntortură (Jynx torquilla), sfrâncioc roșiatic (Lanius collurio), pițigoi de brădet (Parus ater), Parus caeruleus, pițigoi moțat (Parus cristatus), pițigoi mare (Parus major), Parus montanus, pițigoi sur (Parus palustris), codroș de munte (Phoenicurus ochruros), pitulice de munte (Phylloscopus collybita), pitulice sfârâitoare (Phylloscopus sibilatrix), pitulice-fluierătoare (Phylloscopus trochilus), coțofană (Pica pica), ciocănitoare verzuie (Picus canus), brumăriță de pădure (Prunella modularis), mugurarul (Pyrrhula pyrrhula), aușel cu cap galben (Regulus regulus), țiclete (Sitta europaea), turturică (Streptopelia turtur), huhurez mic (Strix aluco), graur (Sturnus vulgaris), silvie cu cap negru (Sylvia atricapilla), silvie de câmp (Sylvia communis), silvie-mică (Sylvia curruca), silvie porumbacă (Sylvia nisoria), pănțărușul (Troglodytes troglodytes), mierlă (Turdus merula), sturz-cântător (Turdus philomelos), sturzul de vâsc (Turdus viscivorus)
- nevertebrate (1): Rosalia alpina

Pe lângă speciile protejate, pe teritoriul sitului au mai fost identificate 12 specii de plante, 1 specie de păsări, 3 specii de mamifere, 2 specii de nevertebrate.